# Osthessenschau
Die Osthessenschau war eine Verbrauchermesse, die alle zwei Jahre in der osthessischen Barock- und Bischofsstadt Fulda stattfand. Veranstalter der Regionalausstellung war die Messe Fulda GmbH.

## Hintergrund
Der Name der Messe leitet sich aus der gleichnamigen Region Osthessen ab, deren wirtschaftliches und kulturelles Zentrum die Stadt Fulda ist. Die Messe fand alle zwei Jahre in den Herbstmonaten statt und hatte eine Dauer von regelmäßig neun Tagen.

## Geschichte

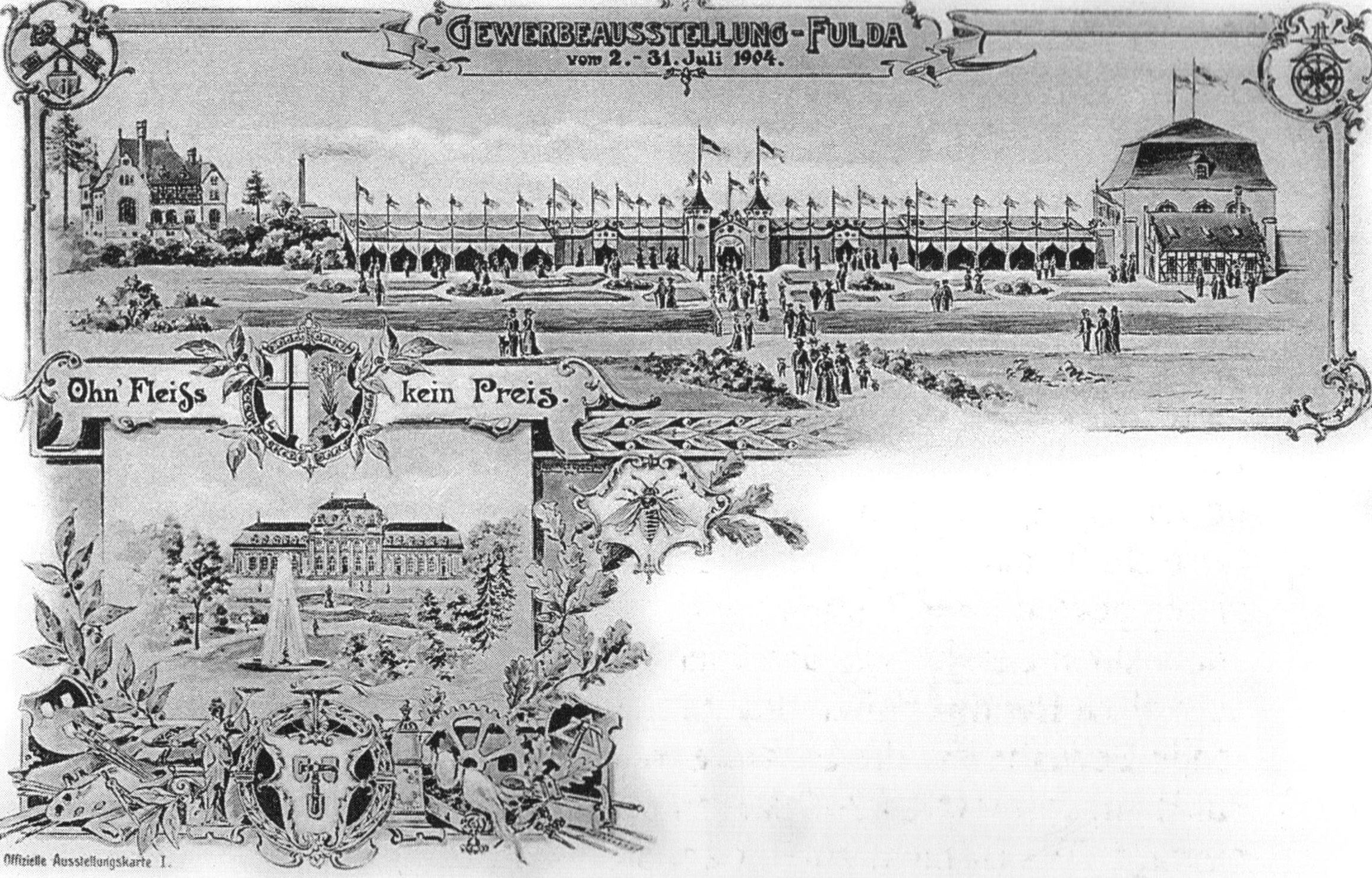
Offizielle Postkarte zur 1. Gewerbeschau 1904

Die Ursprünge der Osthessenschau reichen über 100 Jahre zurück, denn im Juli 1904 fand in Fulda erstmals eine große Gewerbeausstellung statt. Es dauerte allerdings bis zum Jahre 1972, bis in Fulda die erste Osthessenschau ihre Tore öffnete.
Bis einschließlich 1999 diente als Ausstellungsfläche der Festplatz Ochsenwiese in der Fuldaer Innenstadt. Im Jahre 2002 wechselte die Messe ihren Ausstellungsort und zog in das neue Messegelände Fulda-Galerie um. Das im Westen der Stadt Fulda, im Stadtteil Sickels, gelegene neue Messegelände diente bis 1994 der 4th Squadron („Thunderhorse“) des in Fulda stationierten amerikanischen 11th Armored Cavalry Regiment („Blackhorse“) als Hubschrauberstützpunkt unter dem Namen Sickels Army Airfield.
Das neue Messegelände verfügt über mehr Platz und Parkraum als der bisherige Standort sowie über 70.000 m² Ausstellungs- und Freifläche, eine Autoteststrecke sowie einen Offroad-Parcours für Geländewagen.
Im Jahr 2010 fand die Osthessenschau zum 17. Mal statt. Der Messeleiter Dieter Udolph teilte 2012 mit, dass es die Osthessenschau nicht mehr geben wird: „Die Veranstaltung ist bereits seit sieben Jahren gestorben und Schnee von gestern“.

## Konzept
Von Anfang war die Osthessenschau als Leistungsschau der heimischen Wirtschaft konzipiert. Messeschwerpunkte sind bis heute die Bereiche Handwerk, Handel, Industrie und Gewerbe, Sport und Freizeit.
Neben dem eigentlichen Messeprogramm finden regelmäßig Unterhaltungs- und Showprogramme, Sonderschauen sowie Sonderveranstaltungen statt. So fand beispielsweise im Jahre 2004 eine Sonderausstellung zum Thema China statt, in der auch Nachbauten der Terrakottasoldaten des chinesischen Kaisers Qin ausgestellt wurden.

## Bedeutung
Mit über 300 Ausstellern hatte sich die Osthessenschau zu einer der größten Regionalmessen im Städteviereck zwischen Frankfurt, Würzburg, Erfurt und Kassel entwickelt und zählte bislang knapp zwei Millionen Besucher.